# Podlesí (kraj środkowoczeski)
Podlesí – gmina w Czechach, w powiecie Przybram, w kraju środkowoczeskim. Według danych z dnia 1 stycznia 2013 liczyła 917 mieszkańców.